# タイボアン語
タイボアン語（タイボアンご）は、オーストロネシア語族台湾諸語に属する言語である。漢字で大満語、大武壠語と表記される。台湾のタイボアン族により話されていた。台湾の台南市、高雄市や台湾東部の花蓮県と台東県を縦断する花東縦谷に話者が分布していた。